# Еня
Ения пренасочва насам.  За други значения вижте Ения (пояснение).
Еня Патриша Бренан (на ирландски: Eithne Pádraigín Ní Bhraonáin; ирландско произношение: /ˈɛnʲə nʲiː ˈvˠɾˠiːn̪ˠaːnʲ/, англицирано като Enya Patricia Brennan; * 17 май 1961 в Гуодор, Ирландия), наричана само Еня или Ения, както и неправилно Ениа, е ирландска певица, авторка на песни и музикантка.
Известна с новаторската си модерна келтска и ню ейдж музика, считана за Кралицата на Ню Ейдж, тя е най-продаваната ирландска соло изпълнителка на всички времена.
Родена в музикално семейство и израснала в ирландскоговорещия район Гуидор в графство Донигал, Еня започва своята музикална кариера, когато се присъединява към семейната келтска фолк група Кланад през 1980 г. на клавишни и беквокали. Тя напуска групата през 1982 г. с техния мениджър и продуцент Ники Райън, за да продължи със солова кариера, като неин текстописец е съпругата на Райън Рома Райън. Еня развива звученето си през следващите четири години с многопистови вокали и клавишни с елементи на ню ейдж, келтска музика, класическа музика, църковна музика, world music, поп музика и ирландски фолк. Досега тя е пяла на десет езика, най-вече английски, ирландски галски (Gaeilge), латински и уелски. Гласът ѝ е мецосопран.
Първите проекти на Еня като солова изпълнителка включват саундтрака към игралния филм The Frog Prince (1984) и документалната поредица на Би Би Си The Celts от 1987 г., която е издадена като нейния дебютен албум Enya (1987). Тя подписва с Уорнър Муюзик UK, което ѝ дава творческа свобода и минимална намеса от страна на лейбъла. Комерсиалният и критически успех на албума ѝ Watermark (1988) я довежда до световна слава, подпомогната от сингъл номер едно в Обединеното кралство и международен хит Orinoco Flow. Следват многомилионните албуми Shepherd Moons (1991), The Memory of Trees (1995) и A Day Without Rain (2000). Продажбите на последния и водещия ѝ сингъл Only Time нарастват в САЩ след използването му в медийното отразяване на атентатите на 11 септември. След албумите Amarantine (2005) и And Winter Came... (2008) Еня прави 4-годишна пауза в кариерата си, преди да я поднови през 2012 г. и да издаде осмия си студиен албум Dark Sky Island (2015).
Еня е най-продаваният соло изпълнител в Ирландия и вторият най-продаван като цяло след Ю Ту. Записите ѝ са продадени в над 80 милиона копия по целия свят, което я прави един от най-продаваните музикални изпълнители на всички времена. A Day Without Rain (2000) остава най-продаваният ню ейдж албум с приблизително 16 милиона продадени копия по целия свят. Тя е носителка на множество награди, включително седем Световни музикални награди, четири Награди „Грами“ за най-добър ню ейдж албум, и Награда „Айвър Новело“. Тя е номинирана за Оскар и Златен глобус за песента May It Be, написана за игралния филм „Властелинът на пръстените: Братството на пръстена“ (2001).
Като музикална група Еня се състои от 3 души – самата Еня, която композира и изпълнява музиката, Ники Райън, който я продуцира, и Рома Райън, която пише текстовете на песните ѝ на различни езици.

## Биография

### Ранни години
Eithne Pádraigín Ní Bhraonáin е родена на 17 май 1961 г. в село Дор в енория Гуидор (на ирл. Gaoth Dobhair, на англ. Gweedore) в графство Донигал в северозападната част на Ирландия. Това е регион тип гелтахт, където ирландският е основният език. Името ѝ е англицирано на Enya Patricia Brennan, където Enya е фонетичното изписване на това как Eithne се произнася на нейния роден ирландски ълстърски диалект; Ní Bhraonáin се превежда като „дъщеря на Бренан“. Шестото от девет деца, Еня е родена в римокатолическо семейство на музиканти. Баба ѝ и дядо ѝ са били в група, която е обикаляла Ирландия. Баща ѝ Лео Бренан е лидер на Slieve Foy Band – ирландска шоугрупа, преди да отвори „Таверната на Лео“ в Миналек близо до Гуидор. Майка ѝ Мери Бренан (по рождение Дъган) е с далечни испански корени (нейните предци се заселват на остров Тори) и е любителка музикант, която свири в групата на съпруга си и преподава музика в Общинското училище на Гуодор. Дядото на Еня по майчина линия Ей е директор на основното училище в Дор, а баба ѝ е учителка там. Ей е и основател на театралната компания на Гуодор.
Еня определя детството си като „много спокойно и щастливо“. На тригодишна възраст тя участва в първото си певческо състезание на ежегодния музикален фестивал „Фес Кеоил“ (Feis Ceoil). Освен това участва в пантомими в Театъра на Гуидор и пее с братята и сестрите си в хора на майка им в църквата Сейнт Мери в село Дерибег. Научава английски език в началното училище и започва уроци по пиано на 4-годишна възраст. „Трябваше да пиша домашни и след това да пътувам до съседен град за уроци по пиано, а след това още домашни. Спомням си, че братята и сестрите ми свиреха навън... а аз бях вътре и свирех на пиано. Тази голяма книга с музикални гами, практикувайки ги отново и отново." Когато Еня става на 11 г., дядо ѝ плаща за образованието ѝ в строг манастирски интернат в Милфорд, ръководен от монахините от Ордена на Лорето, където тя развива вкус към класическата музика, изкуството, латинския език и акварелната живопис. Тя казва: „Беше опустошително да бъда откъсната от такова голямо семейство, но беше добре за музиката ми“. Еня завършва училище на 17 г. и учи класическа музика в колежа една година с цел да стане учителка по пиано. „Никога не съм мислила за себе си да композирам или да съм на сцената“, казва тя.

## Кариера

### 1980 – 1985: Група „Кланад“ и ранна солова кариера
Еня има 4 братя и 4 сестри, като някои от тях формират групата An Clann As Dobhar през 1968 г. През 1973 г. променят името на Кланад (Clannad) след победата на Фолк фестивала в Летъркени с песента Liza. Това е келтска фолк група, която по-късно придобива Ники Райън като техен мениджър, звукорежисьор и продуцент, и бъдещата му съпруга Рома Райън като тур мениджър и администратор. През 1980 г., след годината в колежа, Еня решава да не следва музика в университета и приема поканата на Райън да се присъедини към групата, тъй като той иска да разшири звученето им с допълнителен вокалист и с въвеждане на клавишни. Тя изпълнява некредитирана роля в техния шести студиен албум Crann Úll (1980) със състав брат ѝ Пол и сестрите ѝ Моя (Mери) и Киран Бренан, и чичовците ѝ близнаци Ноел и Падриг Дъган. Тя става официален член, когато излиза следващият им албум Fuaim (1981) и е снимана с групата на предната обложка. Ники твърди, че никога не е имал намерението му да направи Еня неин постоянен член и вижда, че тя е „ожесточено независима... с намерение да свири своя собствена музика. Тя просто не беше сигурна как да го направи.“ Това предизвиква разговори между двамата за наслояване на вокални парчета, за да създадат „хор от един“ – концепция, вдъхновена от техниката на Стената на звука на продуцента Фил Спектър, която заинтересува и двамата.
По време на турне на Кланад през 1982 г. Ники призовава за среща на групата, за да се решат възникналите вътрешни проблеми. Той добавя: „Беше кратко и изискваше само гласуване, аз бях малцинство и загубих. Рома и аз бяхме изключени. Това остави въпроса какво се е случило с Еня. Реших да се отдръпна и да не кажа нищо." Еня избира да напусне със семейство Райън и да продължи със солова кариера, тъй като се чувства затворена в групата и не ѝ харесва да бъде „някой на заден план“. Това в началото предизвиква търкания между двете страни, но те уреждат разногласията си. Ники предлага на Еня или да се върне в Гуидор „без определено бъдеще“, или да заживее с него и Рома в предградието на Дъблин Артейн „и да види какво ще се случи музикално“, което тя и приема. След като банката им отказва заем, Еня продава саксофона си и дава уроци по пиано за доходи, а семейство Райън използва това, което може да си позволи от спестяванията си, за да построи съоръжение за звукозапис в навес в градината си. Те го наричат Aigle Studio на името на френската дума за „орел“, и го отдават под наем на музиканти, за да си помогнат за възстановяване на разходите. Триото сформира музикално партньорство с Ники като продуцент и аранжор на Еня и Рома като неин текстописец, и основава музикалната компания Aigle Music. През следващите две години Еня развива своята техника и композиция, като слуша записи на нейни рецитации на класическа музика и повтаря процеса, докато не започне да импровизира части и да разработва свои собствени аранжименти. Първата ѝ композиция е An Taibhse Uaighneach (от ирландски: „Самотният призрак“). По това време тя свири на синтезатор албума Ceol Aduaidh (1983) на Маред Ни Уейнай и Франки Кенеди, и свири с дуото и с брата на Mаред Гаройд в тяхната краткопросъществувала група Ragairne.
Първото соло начинание на Еня е през 1983 г., когато тя записва две парчета за пиано инструментална музика: An Ghaoth Ón Ghrian (от ирл. Слънчевият вятър) и Miss Clare Remembers („Г-ца Клер си спомня“) в студио „Уиндмил Лейн“ в Дъблин. Те са включени в аудиокасетата Touch Travel (1984), която е с ограничен тираж и съдържа музика на различни изпълнители на лейбъла Тъч. Там тя е акредитирана като Eithne Ní Bhraonáin. След няколко месеца подготовка първото соло изпълнение на Еня на живо е на 23 септември 1983 г. на Националния стадион в Дъблин, което е излъчено по телевизията за музикалното шоу на RTÉ Festival Folk. Найл Морис – музикант, който работи с нея по това време, си спомня, че „беше толкова нервна, че едва успяваше да се качи на сцената, и се сви зад пианото, докато концертът свърши“.
Морис помага на Еня в направата на демо касета, като свири на допълнителни клавиатури в нейните композиции, което Рома смята, че ще подхожда на визуални елементи и праща демото на различни филмови продуценти. Сред тях е Дейвид Путнам, който харесва записа и предлага на Еня да композира саундтрака към предстоящата романтичната комедия „Принцът жаба“ (The Frog Prince) (1984). Еня записва девет парчета за филма, но по-късно те са пренаредени и оркестрирани против нейното желание от Ричард Майхил с изключение на две, на които тя пее: The Frog Prince и Dreams; текстът към последното е дело на Чарли Макгетиган. Филмовият редактор Джим Кларк казва, че преаранжиментът е бил необходим, тъй като на Еня ѝ е било трудно да композира за филм. Издаден през 1985 г., албумът е първото комерсиално издание, което я акредитира като Еня, след като Ники Райън смята, че Eithne ще бъде твърде трудно за произношение от не-ирландци и предлага фонетичното изписване на нейното име. Еня се сеща за филма като добър ход в кариерата си, но и разочароващ, тъй като „не бяхме част от него в края“. След това тя пее в три песни на албума на Кристи Мур Ordinary Man (1985).
През 1983 г. с нея се свързва Майк Олдфийлд, за да изпее песента Moonlight Shadow, но тя отказва поради договора.

### 1985 – 1989: АлбумиThe CeltsиWatermark
През 1985 г. продуцентът Тони Маколи моли Еня да сътрудничи за песен за документална поредица от шест части на Би Би Си The Celts („Келтите“). Тя вече е написала песен с келтско влияние, наречена „Маршът на келтите“ (The March of the Celts), и я представя на проекта. Отначало всеки епизод е трябвало да включва различен композитор, но режисьорът Дейвид Ричардсън харесва песента ѝ толкова много, че кара Еня да напише цялата серия. Еня записва 72 минути музика в Студио „Еглъ“ и BBC студиата на Уд Лейн в Лондон, без да записва за филма, въпреки че от нея се изисква да изобрази определени теми и идеи, които продуцентите искат. За разлика от The Frog Prince тук тя работи с малко намеса, което ѝ дава свободата да затвърди звученето си, което възприеме в цялата си бъдеща кариера, характерно с многослойни вокали, музика, ориентирана към клавиатурата, и перкусии с елементи на келтска, класическа, църковна и фолк музика.
През март 1987 г., два месеца преди излъчването на The Celts, 40-минутна селекция от партитурата на Еня е издадена като нейния дебютен самостоятелен албум Enya от Би Би Си Рекърдс в Обединеното кралство и от Атлантик Рекърдс в Съединените щати. Атлантик го популяризира с ню ейдж печат върху опаковката, което по-късно Ники определя като „страхлив акт“. Албумът печели достатъчно обществено внимание, за да достигне № 8 в Ирландската класация за албуми и № 69 в Класацията на албумите на Обединеното кралство. „Искам утре“ (I Want Tomorrow) е издаден като първи сингъл на Еня. Boadicea е семплирана от Фюджийс в тяхната песен от 1996 г. Ready or Not, без да разрешение и без даване на акредитация на певицата, и Еня предприема съдебни действия. Впоследствие групата ѝ дава акредитация и плаща такса на стойност около 3 млн. щатски долара. По-късно през 1987 г. Еня се появява в дебютния албум на Шинейд О’Конър The Lion and the Cobra, рецитирайки на ирландски Псалм 91 от Библията в песента Never Get Old.
Няколко седмици след издаването на албума Enya Еня си осигурява договор за звукозапис с Уорнър Мюзик UK, след като Роб Дикинс, президент на лейбъла и фен на Кланад, харесва албума и разкрива, че го слуша всяка вечер преди сън. След това той се среща с Еня и сем. Райън случайно на Церемонията по награждаването на Ирландска асоциация за звукозаписна музика в Дъблин и научава, че Еня е започнала преговори с конкурентен лейбъл. Дикинс се възползва от възможността и ѝ дава договор с Уорнър Мюзик със сделка на стойност 75 хил. паунда, удовлетворява желанието ѝ да пише и записва с творческа свобода, минимална намеса от лейбъла и без определени срокове за завършване на албумите. Дикинс казва: „Понякога подписваш договор, за да правиш пари, а понякога подписваш договор, за да правиш музика. Това явно беше последното... Просто исках да бъда включен в тази музика.“ След това Еня напуска Атлантик Рекърдс и подписва с ръководената от Уорнър Гефън Рекърдс, за да се справи с разпространението си в Америка.
Със зелена светлина за направата на нов студиен албум Еня записва Watermark („Воден знак“) от юни 1987 до април 1988 г. Първоначално албумът е записан в аналогово студио Aigle, преди Дикинс да поиска да бъде презаписан дигитално в Студиа „Ориноко“ в Бърмъндзи, Лондон. Watermark е издаден през септември 1988 г. и се превръща в неочакван хит, достигайки № 5 в Обединеното кралство и № 25 в Билборд 200 в Съединените щати след излизането му там през януари 1989 г. Неговият водещ сингъл Orinoco Flow („Течението на Ориноко“) е последната песен, написана за албума. Първоначално не е предназначена за сингъл, но Еня и семейство Райън я избират, след като Дикинс поисква сингъл от тях няколко пъти на шега, знаейки, че музиката на Еня не е направена за класацията Топ 40. Дикинс и инженерът Рос Кълъм са споменати в текстовете на песните. Orinoco Flow се превръща в международен хит в Топ 10 и е № 1 в Обединеното кралство в продължение на три седмици. Новооткритият успех донася на Еня международна слава и тя получава сделки за подкрепа и предложения да използва музиката си в телевизионни реклами. Тя прекарва една година, пътувайки по целия свят, за да популяризира албума си, което увеличава популярността ѝ чрез интервюта, изяви и изпълнения на живо. До 1996 г. Watermark е продал над 1,2 млн. копия в Обединеното кралство и 4 млн. копия в Съединените щати.

### 1989 – 1997: АлбумиShepherd MoonsиThe Memory of Trees
След като промотира албума си Watermark, Еня купува ново оборудване за звукозапис и започва работа по следващия си албум Shepherd Moons („Пастирски луни“). Тя открива, че успехът на Watermark е причинил значителен натиск, когато става дума за писане на нови песни, добавяйки: „Продължавах да си мисля: „Това щеше ли да отива на Watermark? Толкова ли е добре? В крайна сметка трябваше да забравя за това и да започна с празно платно и просто наистина да вървя с това, което чувствах като правилно.“ Еня написва песни, базирани на няколко идеи, включително записи от нейния дневник, Блица в Лондон и нейните баба и дядо. Shepherd Moons е издаден през ноември 1991 г. и е първият ѝ албум, издаден под ръководения от Уорнър лейбъл Рипрайз Рекърдс в Съединените щати. Той става по-голям търговски успех от Watermark, достигайки № 1 в Обединеното кралство за една седмица и № 17 в Съединените щати. Caribbean Blue („Карибско синьо“) – неговият водещ сингъл се класира под № 13 в Обединеното кралство. До 1997 г. албумът достига мултиплатинен сертификат за продажба над 1,2 млн. копия в Обединеното кралство и 5 млн. копия в Съединените щати.
През 1991 г. Уорнър Мюзик пуска колекция от пет музикални клипа на Еня като Moonshadows за домашно видео. През 1993 г. Еня печели първата си награда „Грами“ за най-добър ню ейдж албум за Shepherd Moons. Скоро след това Еня и Ники Райън влизат в преговори с Индъстриъл Лайт Енд Меджик, основана от Джордж Лукас, относно сложна система за сценично осветление за предложеното концертно турне, но това не води до резултат. През ноември 1992 г. Уорнър получава правата за албума Enya и той е преиздаден като The Celts с нови произведения на изкуството. Той надминава първоначалните си продажби, достигайки № 10 в Обединеното кралство и платинен сертификат в Съединените щати през 1996 г. за 1 млн. продадени копия.
След като пътува по целия свят, за да популяризира Shepherd Moons, Еня започва да пише и записва четвъртия си албум The Memory of Trees („Паметта на дърветата“). Албумът е издаден през ноември 1995 г. Той достига връх от № 5 в Обединеното кралство и № 9 в Съединените щати, където е продаден в над 3 млн. копия. Неговият водещ сингъл Anywhere Is („Където и да е“) достига № 7 в Обединеното кралство. Вторият – On My Way Home („По пътя ми към дома“) достигна № 26 (пак там). В края на 1994 г. Еня пуска EP с коледна музика, озаглавено The Christmas EP. Предложено ѝ е да напише музиката за игралния филм Титаник, но тя отказва. Запис с нейното пеене на Oíche Chiúin – ирландската версия на песента „Тиха нощ, свята нощ“ се появява в благотворителния албум A Very Special Christmas 3, издаден в полза на Специалните Олимпийски игри през октомври 1997 г.
В началото на 1997 г. Еня започва да подбира песни за първия си сборен албум, „опитвайки се да подбере очевидните, хитовете и други“. Тя избира да работи върху албума след промоционалното си турне за албума The Memory of Trees, тъй като смята, че е точният момент в кариерата ѝ и че договорът ѝ с WEA изисква от нея да издаде албум с „най-доброто от“. Компилацията, наречена Paint the Sky with Stars: The Best of Enya, включва две нови парчета: Paint the Sky with Stars („Изрисувай небето със звезди“) и Only If... („Само ако...“). Издаден през ноември 1997 г., албумът има световен комерсиален успех, достигайки № 4 във Великобритания и № 30 в САЩ, където се продава в над 4 млн. копия. Only If е издаден като сингъл през 1997 г. Еня описва албума като „като музикален дневник... всяка мелодия има малка история и аз изживявам цялата тази история от самото ѝ начало... умът ти се връща към онзи ден и това, което си си мислел“.

### 1998 – 2007: АлбумиA Day Without RainиAmarantine
Еня започва работа по петия си студиен албум, озаглавен A Day Without Rain („Ден без дъжд“), в средата на 1998 г. За разлика от предишните си албуми тя включва използването на струнна секция в своите композиции – нещо, което в началото не е съзнателно решение, но Еня и Ники Райън се съгласяват, че допълва песните, които се пишат. Албумът е издаден през ноември 2000 г. и достига № 6 в Обединеното кралство и първоначален връх от № 17 в Съединените щати. След атентатите от 11 септември продажбите на албума и главния му сингъл Only Time („Само времето“) нарастват, след като песента е широко използвана по време на радио и телевизионното отразяване на събитията, което води до дефинирането ѝ като „след единадесетосептемврийски химн“. Тази му употреба кара A Day Without Rain да надмине представянето си в оригиналната класация, за да достигне № 2 в Билборд 200, и да бъде издаден макси сингъл съдържащ оригинала и поп ремикс на песента Only Time през ноември 2001 г. Еня дарява приходите си в помощ на Международната асоциация на пожарникарите. Песента оглавява класацията Billboard Hot Adult Contemporary Tracks и стига до № 10 в синглите Hot 100 – най-високо класиралият се сингъл на Еня в класациите в САЩ досега. Вторият сингъл – Wild Child („Диво дете“) е издаден през декември 2001 г. A Day Without Rain остава най-продаваният албум на Еня със 7 млн. продадени копия в САЩ и най-продаваният ню ейдж албум за всички времена с приблизително 13 млн. копия по целия свят.
През 2001 г. Еня се съгласява да напише и изпълни две песни за саундтрака на „Властелинът на пръстените: Задругата на пръстена“ (2001) по желание на режисьора Питър Джаксън. Неговият композитор Хауърд Шор си представя гласа ѝ, докато пише музиката на филма, като прави необичайно изключение да включи друг изпълнител в един от саундтраковете си. След като отлита до Нова Зеландия, за да гледа снимките и грубата версия на филма, Еня се завръща в Ирландия и композира Aníron (Theme for Aragorn and Arwen) с текст на Рома Райън на измисления елфски език на Дж. Р. Р. Толкин синдарин и May It Be, изпята на английски и на още един език на Толкин – Quenya. След това Шор основава своите оркестрации на записаните вокали и теми на Еня, за да създаде „безпроблемен звук“. През 2002 г. Еня пуска May It Be като сингъл, който печели Оскар номинация за най-добра оригинална песен. Тя изпълнява песента на живо на 74-тата Церемония по връчването на наградите „Оскар“ с оркестър през март 2002 г. и по-късно сочи момента като акцент в кариерата си.
Еня се захваща с допълнителни студийни проекти през 2001 и 2002 г. Първият е работа по саундтрака към японския романтичен филм Calmi Cuori Appassionati (2001), който впоследствие е пуснат като Themes from Calmi Cuori Appassionati (2001). Албумът е съставен от песни, обхващащи нейната кариера от Enya до A Day Without Rain с две B-страни. Албумът става № 2 в Япония и става вторият албум на Еня, продаден в 1 млн. копия в страната. През ноември 2002 г. излиза Only Time: The Collection – бокс-сет от 51 песни, записани през нейната кариера, който има ограничено издание от 200 хил. копия.
През септември 2003 г. Еня се завръща в Студио „Еглъ“, за да започне работа по шестия си студиен албум Amarantine. Рома Райън казва, че заглавието означава „вечен“. Албумът бележи първия случай на Еня пееща на локсиански – измислен език, създаден от Рома, който се появиява, когато певицата работи върху парчето Water Shows the Hidden Heart. След многобройни опити да изпее песента на английски, ирландски и латински, Рома ѝ предлага нов език, базиран на някои от звуците, на които Еня ще пее, когато разработва песните си. Това е успешно и Еня изпява Less Than a Pearl и The River Sings по същия начин. Рома работи по-нататък върху езика, създавайки „култура и история“ зад него, заобикаляща хората от Локсиания, които са от друга планета, поставяйки под въпрос съществуването на живот на друга планета. Sumiregusa (Wild Violet) е изпята на японски. Amarantine е световен успех, достигайки № 6 в Billboard 200 и № 8 в Обединеното кралство. Продадени са над 1 млн. сертифицирани копия в САЩ, което е значителен спад в продажбите в сравнение с предишните ѝ албуми. Еня посвещава албума на продуцента на Би Би Си Тони Маколи след смъртта му през 2003 г. , който ѝ епоръчал да напише саундтрака към The Celts. Водещият сингъл Amarantine е издаден през декември 2005 г. През 2006 г. е пуснато коледно специално издание, последвано от луксозно издание.
През 2006 г. Enya издава Sounds of the Season: The Enya Holiday Collection – EP с коледна тематика, издаден ексклузивно в САЩ след ексклузивно партньорство с мрежата Ен Би Си и веригата универсални магазини Таргет. Включва две нови песни: Christmas Secrets („Коледни тайни“) и The Magic of the Night („Магията на нощта“).
През юни 2007 г. Еня получава почетна докторска степен от Националния университет на Ирландия Голуей. Месец по-късно тя получава такава и от Университета в Ълстър.

### 2008 – 2016: АлбумиAnd Winter Came...иDark Sky Island
Еня продължава да пише музика със зимна и коледна тематика за седмия си студиен албум And Winter Came... („И дойде зима...“) Първоначално тя възнамерява да направи албум със сезонни песни и химни, който да излезе в края на 2007 г., но вместо това решава да продуцира албум със зимна тематика. Парчето My! My! Time Flies! в памет към покойния ирландски китарист Джими Фокнър включва соло на китара, изпълнено от Пат Фарел, първото използване на китара в албум на Еня след I Want Tomorrow от албума Enya. Текстовете включват и нетрадиционни препратки към поп културата, като например известната фотосесия на Бийтълс за корицата на албума им Abbey Road. След излизането си през ноември 2008 г. албумът на Еня достигна № 6 в Обединеното кралство и № 8 в САЩ, и продава почти 3,5 млн. копия по целия свят до 2011 г.
След промоцията на албума Еня си взима продължителна пауза от писането и записа на музика. Тя прекарва времето си в почивка, посещение на семейството ѝ в Австралия и ремонт на новия ѝ дом в Южна Франция. През март 2009 г. първите ѝ четири студийни албума са преиздадени в Япония във формат Super High Material CD с бонус парчета. Вторият ѝ сборен албум – The Very Best of Enya е издаден през ноември 2009 г. и включва песни от 1987 до 2008 г., включително неиздавана по-рано версия на Aníron, и DVD, компилиращо повечето от нейните музикални видеоклипове до момента. През 2013 г. Only Time е използвана в рекламата Epic Split на камиони Волво с участието на Жан-Клод Ван Дам, който прави шпагат между два камиона. Видеото става вирално, което води до множество пародии на рекламата, качени в Ютюб също с помощта на Only Time. Шумът помага на песента да достигне 43-то място в Класацията за сингли „Билборд Хот 100“.
През 2012 г. Еня се завръща в студиото, за да запише осмия си албум Dark Sky Island. Името му се отнася до остров Сарк (част от Нормандските острови), който става първият остров, определен за резерват за тъмно небе (зона, обикновено около парк или обсерватория, ограничаваща замърсяването с изкуствена светлина), както и до поредица от стихотворения за острови от Рома Райън.
През септември 2015 г. на официален уебсайт на певицата е пуснат кратък откъс от нова песен. На 7 октомври BBC Radio 2 съобщава на стената на Фейсбук страницата си, че първият сингъл от предстоящия албум на певицата се казва Echoes in Rain („Ехо в дъжда“) и че премиерата му ще бъде на следващата сутрин в радиошоуто. След премиерата на песента е качен видеоклип с вървящ текст и веднага след това песента става достъпна в iTunes и в Spotify. Официалният видеоклип на песента е пуснат на датата на издаването на албума – 20 ноември 2015. В официалния форум за Еня – Unity е публикуван списъкът с песни, придружен от съобщение, че луксозната версия ще съдържа три допълнителни песни.
Песента So I Could Find My Way е пусната в официалния Ютюб канал на певицата на 30 октомври, а видеоклипът към него – на 6 ноември. Това е първото изпълнение на Еня от февруари 2009 г. насам, предшествано от това на My! My! Time Flies! в ирландското токшоу The Late Late Show за промоцията на предходния ѝ албум And Winter Came… На 13 ноември вторият сингъл от албума – Even in the Shadows е пуснат по радиата в шоуто на Кен Брус по BBC Radio 2, а по-късно същия следобед е достъпен дигитално.
В седмиците преди издаването на албума в официалните профили на Еня в социалните мрежи са публикувани интервюта със самата нея и с текстописката ѝ Рома Райън, ексклузивни снимки зад кулисите на видеоклиповете, текстове към песните и информация относно издаването на албума в iTunes. За първи път социалните медии промотират музиката на Еня и дават възможност на почитателите ѝ да се запознаят предварително със събитията около новия албум.
След излизането си на 20 ноември 2015 г. Dark Sky Island се изкачва на № 4 в Обединеното кралство – най-високото място за студиен албум на Еня в класациите там от Shepherd Moons на № 1, и до № 8 в САЩ. Луксозното издание включва три допълнителни песни. Еня завършва промоционалното си турне за албума в Обединеното кралство и Европа, САЩ и Япония. По време на посещението си в Япония тя изпълнява песните Orinoco Flow и Echoes in Rain на коледното шоу на Юнивърсъл Студиос Япония в Осака.
През декември 2016 г. тя се появява в ирландското телевизионно шоу Christmas Carols from Cork, което отбелязва първата ѝ ирландска телевизионна изява от повече от седем години насам. Тя изпява Adeste Fideles, Oiche Chiúin и The Spirit of Christmas Past.

### 2019 –
От края на 2019 г. се наблюдава значително увеличение на активността от официалните социални платформи на Еня. Има още официални публикации на Еня във Фейсбук, Инстаграм и Туитър, актуализации на песни и плейлисти на Еня в Спотифай, Епъл Мюзик и  Амазон Мюзик, както и актуализации на канали в Ютюб и ново съдържание. Няколко музикални видеоклипа в официалния канал на Енщ в Ютюб са преобразувани в 4K/HD от 2020 г. насам. Оттогава са издадени множество видеоклипове за „гледане на парти“ в Ютюб и преиздания на плочи, отбелязващи годишнини от музикалните албуми и компилации на Еня. Първият от тези видеоклипове е през ноември 2020 г., публикуван в официалния канал на Еня в Ютюб в чест на 20-ата годишнина на A Day Without Rain. В допълнение към отделните песни от албума той включва ръкописни уводни съобщения от Еня и Рома Раян плюс заключително съобщение от Ники Раян Включени са и някои задкулисни клипове от създаването на музикалните видеоклипове за „Only Time“ и „Wild Child“, и двата режисирани от Греъм Финк.
На 4 ноември 2021 г. на официалния Ютюб канал на Еня е качен видеоклипът на Shepherd Moons за „гледане на парти“ в чест на 30-ата годишнина от албума. В своето встъпително съобщение Ники Райън казва, че Рома, Еня и той са използвали локдауна в пандемията от COVID-19, за да обновят Студио „Еглъ“ и да инсталират ново оборудване и инструменти за запис. Когато това приключи, Еня ще започне да работи върху нова музика.
Преиздание на сингъла „May It Be“ по случай 20-ата годишнина на плоча излиза в края на 2021 г. 
Музиката на Еня продължава да се семплира или интерполира от много съвременни продуценти, особено нейната тананикаща песен от 1986 г. „Boadicea“, в песни в жанрове R&B или хип-хоп. 
През 2022 г. за песента на Metro Boomin и The Weeknd „Creepin'“ Enya не одобрява песента да бъде пусната под работното заглавие „IDWK“ (отнасяйки се до песента I Don't Wanna Know), така че според съобщенията Metro помолиха Enya за да избере заглавия на песни, от които тя би била доволна, включително „Undecided,“ „Creepin'“, „Don’t Come Back to Me“, „Better Off That Way“ и „Wanna Let You Know“. 
През юни 2023 г. лимитираната компилация на Enya от 1997 г. A Box of Dreams е преиздадена на 6 грамофонни плочи, включващи нови линейни ноти. Ники Раян потвърждава, че триото работи върху нов албум и изтъкна възможността за книга, базирана на мислите на триото относно песните на Oceans. Бележката на Еня на ирландски гласи „Beidh muid ag teacht le chéile gan mhoile“, което грубо се превежда като „Ще се срещнем отново скоро“. 
На 19 септември 2023 г. е представено и парти видео за 35-ата годишнина на Watermark. Заедно с това са пуснати и грамофонни плочи на Watermark и Dolby Atmos upmixed аудио за "Orinoco Flow".
Официалният уебсайт на певицата е рестартиран, върнат на собственост на Уорнър и стилизиран през септември 2023 г. Оттогава обаче той е неактивен.
От средата на ноември 2024 г. се наблюдава прекъсване на активността от официалните платформи на социалните медии за повече от година, което може да е потенциален индикатор за нова актуализация през следващите седмици.

## Музикален стил
Вокалният диапазон на Еня е мецосопран. Той става алт в някои парчета (Pilgrim, Trains and Winter Rains, Pax Deorum, Caribbean Blue и Long Long Journey).
Тя сочи като своя музикална основа класическата музика, църковната музика и ирландските макари и джиги с особен интерес към Сергей Рахманинов – нейният любим композитор. Тя има негова снимка с автограф в дома си. От 1982 г. записва музиката си с Ники Райън като продуцент и аранжор и със съпругата му Рома Райън като текстописец. Докато е в група Кланад, Еня избира да работи с Ники, тъй като двамата споделят интерес към вокалните хармонии, а Райън, повлиян от Бийч Бойс и техниката „Стена на звука“, в която Фил Спектър е пионер, иска да проучи идеята за „мултивокалите“, с което музиката ѝ става известна. Според Еня песента Angeles от албума ѝ Shepherd Moons има около 500 вокала, записани поотделно и наслоени. Еня изпълнява всички вокали и повечето инструменти в песните си с изключение на музикантите, които свирят на перкусии, китара, ирландска гайда, корнет и контрабас. Нейните ранни произведения, включително албумът ѝ Watermark, включват множество клавиатури, включително Yamaha KX88 Master, Yamaha DX7, Oberheim Matrix, Akai S900, Roland D-50 и Roland Juno-60 (неин фаворит).
Множество критици и рецензенти класифицират албумите на Еня като ню ейдж музика и тя печели четири Награди „Грами“ в категорията. Еня обаче не причислява музиката си към жанра. На въпроса към какъв жанр би класифицирала музиката си, нейният отговор е: „Еня“. Ники Райън коментира коментарите за ню ейдж: „Първоначално беше добре, но наистина не е ню ейдж. Еня свири на много инструменти, не само на клавишни. Мелодиите ѝ са силни и тя пее много. Така че не мога да видя сравнение." Музикалното видео към песента ѝ Caribbean Blue и произведението на изкуството към The Memory of Trees включват адаптирани творби на художника Максфийлд Периш.
Еня е пяла на десет езика в кариерата си, включително английски, ирландски, латински, уелски, испански, френски и японски. Тя е записала музика, повлияна от произведения на фентъзи автора Дж. Р. Р. Толкин, включително инструментала Lothlórien от албума ѝ Shepherd Moons. За филма „Властелинът на пръстените: Задругата на пръстена“ тя пее May It Be на английски и на измисления език на Толкин Quenya, и пее Aniron на друг от измислените езици на Толкин – синдарин. Нейните албуми Amarantine и Dark Sky Island включват песни, изпяти на локсиански – измислен език, създаден от Рома Райън, който няма официален синтаксис. Неговият речник се формира от Еня, изпявайки нотите на песента, към които Рома пише своя фонетичен правопис.
Еня възприема метод за композиране и писане на песни, който се отклонява малко през цялата ѝ кариера. В началото на процеса на запис на албум тя влиза в студиото, забравяйки за предишния си успех, слава и хитове. „Ако го направя“, казва тя, „трябва да го нарека ден“. След това тя развива идеи за пианото, като си отбелязва всяка аранжировка, върху която може да се работи допълнително. По време на писането си Еня работи пет дни в седмицата, като си взима почивни дни и не работи върху музиката си у дома. С ирландския като първи език Еня първоначално записва песните си на ирландски, тъй като може да изрази „чувства много по-директно“ от английския. След известно време тя представя идеите си на Ники Райън, за да обсъди кои парчета са най-успешни, докато Рома работи паралелно, за да измисли текста към песните. Еня смята песента Fallen Embers от албума си A Day Without Rain за идеален случай, когато текстът отразява това как се чувства, докато пише песента. През 2008 г. тя преоткрива склонността си да пише „две или три песни“ през зимните месеци, да работи върху аранжиментите и текстовете през следващата пролет и лятото и след това да работи върху следващите няколко песни през есента.

## Концертни изпълнения
Еня казва, че Уорнър Мюзик и тя „не са били на едно мнение“ първоначално, тъй като лейбълът си я представял да изпълнява на сцената „с пиано... може би двама или трима синтезатори и това е всичко". Еня също така обяснява, че времето, вложено в нейните студийни албуми, я кара да „работи извънредно“, оставяйки ѝ малко време да планира други подобни проекти. Тя също така изразява трудността в пресъздаването на нейното студийно ориентирано звучене за сцената. През 1996 г. Райън казва, че Еня е получила оферта на стойност почти 500 хил. паунда да изнесе концерт в Япония. През 2016 г. Еня говори за перспективата за концерт на живо, когато разкрива разговори със сем. Райън по време на тригодишната си пауза след албума And Winter Came... (2008), за да изнесе шоу в Метрополитън опера в Ню Йорк, което ще да се излъчва едновременно в кината по целия свят. Преди да се случи подобно събитие, Ники ѝ предлага да влезе в студио и да запише „всички хитове“ на живо с оркестър и хор, за да види как ще звучат.
Еня пее с вокали на живо и на плейбек в различни токшоута и музикални предавания, събития и церемонии през цялата си кариера, обикновено по време на световните си прес турнета за всеки албум. През декември 1995 г. тя изпълнява Anywhere Is на коледен концерт във Ватикана с присъствието на папа Йоан Павел II, който се среща с нея и ѝ благодари за изпълнението. През април 1996 г. пее същата песен по време на изненадващата си поява на честването на 50-ия рожден ден на краля на Швеция Карл XVI Густаф, който е неин фен. През 1997 г. участва в предаване на Бъдни вечер на живо в Лондон и лети до графство Донигал веднага след това, за да се присъедини към семейството си за тяхното годишно хорово изпълнение на среднощната литургия, в което участва всяка година. През март 2002 г. изпълнява песента си May It Be с оркестър на церемонията по връчването на Годишните награди „Оскар“. Еня и нейните сестри се представят като част от местния хор Cor Mhuire през юли 2005 г. в църквата „Сейнт Мери“ в Гуидор по време на годишния Фестивал на изкуствата Earagail.

## Личен живот
От 1980-те години Еня привлича вниманието на няколко сталкери. През 1996 г. италианец, който е видян в Дъблин със снимка на Еня на врата си, се наръгва с нож пред кръчмата на родителите ѝ в Меналек, след като е изгонен от там.
През 1991 г. на нея е кръстена малък астероид, открита за първи път през 1978 г.: 6433 Enya. През 2017 г. на нейно име е кръстен и новооткрит вид риба Leporinus enyae, открит в дренажната зона на река Ориноко.
Еня е известна с това, че държи доста на личния си живот, казвайки: „Музиката е това, което продава. Не аз или това, зад което заставам... това е начинът, по който винаги съм го искала." Тя не е омъжена и е „леля“ на Ебъни и Пърша – двете дъщери на семейство Райън. През 1991 г. казва: „Страх ме е от брака, защото се страхувам, че някой може да ме иска заради това, което съм, вместо защото ме обича... Не бих се впуснала в нещо неочаквано, но мисля много за това.“ Връзката, която има с испанец, приключва през 1997 г., когато тя обмисля да отдели време от музиката, за да има семейство, но открива, че оказва натиск върху себе си по въпроса и тръгва по път, по който не желае да тръгне.
Тя се самоопределя като „по-духовна отколкото религиозна... Извличам от религията това, на което се радвам."
През 1997 г. Еня купува на търг класифицираното в клас A (listed building) викторианско укрепено имение в Килини (Killiney), графство Дъблин за 2,5 млн. ирландски паунда. По-рано известно като „Замък Виктория“ и„Замъка Айша“, тя го преименува на „Замък Мандърлей“ (Manderley Castle) по името на къщата от романа „Ребека“ на Дафни дю Морие. Като цяло прекарва седем години в ремонт на имота си и също така в инсталиране на значителни мерки за сигурност в имението, гледащо към Ирландско море. Неин съсед е нейният приятел Боно – фронтменът на група Ю Ту. През 2005 г. похарчва около 250 хил. паунда за подобряване на сигурността, покриване на празнини във външната стена на замъка и инсталиране на кнехтове и железни парапети. През октомври същата година двама души нахлуват в дома ѝ; единият напада и завръзва една от икономките ѝ и си тръгва с няколко вещи на Еня, след като тя натиска алармата в паник стаята си.
През 2009 г., по време на тригодишната си пауза от музиката, Еня си купува дом в Южна Франция.
През 2006 г. Еня се класира на трето място в списъка на най-богатите ирландски изпълнители с приблизително състояние от 75 млн. лири и е номер 95 в Списъка на най-богатите 250 ирландци на вестник „Съндей Таймс“. В изданието за 2016 г., което изброява своите топ 50 музикални милионера на Великобритания и Ирландия, тя се очертава като най-богатата певица със състояние от 91 млн. лири и се класира на 28-о място като цяло.
През юни 2016 г. на официалната си Фейсбук страница тя изразява скръбта си за смъртта на баща си Лео, а на 17 декември 2021 г. – и за брат си Леон.

## Награди
Награди „Грами“ (САЩ):
- 1993 – Най-добър ню ейдж албум (Shepherd Moons)
- 1997 – Най-добър ню ейдж албум (The Memory of Trees)
- 2002 – Най-добър ню ейдж албум (A Day Without Rain), с Ники Райън
- 2007 – Най-добър ню ейдж албум (Amarantine), с Ники Райън

Световни музикални награди:
- 2001 – Най-добър световен ирландски соло изпълнител
- 2001 – Най-добър световен ню ейдж изпълнител
- 2002 – Най-продавана световна изпълнителка
- 2002 – Най-продаван световен ню ейдж изпълнител
- 2002 – Най-продаван световен ирландски изпълнител
- 2003 – Най-продаван световен ирландски изпълнител
- 2006 – Най-продаван световен ирландски изпълнител

Награди IRMA (Ирландия):
- 1989 – Най-добра ирландска изпълнителка
- 1993 – Най-добра ирландска изпълнителка

Музикални награди „Билборд“ (САЩ):
- 2001 – Най-добри изпълнителки на Билборд 200
- 2001 – Най-добър ню ейдж изпълнител
- 2002 – На-добър ню ейдж албум (A Day Without Rain)
- 2002 – Най-добър ню ейдж изпълнител

Поп музикални награди BMI (САЩ):
- 1990 – Споменаване на постижение (Orinoco Flow)
- 2003 – Споменаване на постижение (Only Time)
- 2005 – Споменаване на постижение (I Don’t Wanna Know)

Награди NARM (САЩ):
- 1992 – Най-продаван ню ейдж албум (Shepherd Moons)

Награда „Айвър Новело“ (Обединено кралство):
- 1998 – Международно постижение, с Рома и Ники Райън

Награди „Гран при“ (Япония):
- Албум на годината (Paint The Sky With Stars)
- Албум на годината (A Day Without Rain)

Японски награди „Златен диск“ (Япония)
- 1990 – Новоизгряващ изпълнител на годината
- 1998 – Най-добри 3 албума (Paint The Sky With Stars)
- 2001 – Международен поп албум на годината (A Day Without Rain)
- 2002 – Най-добри 3 албума (Themes from Calmi Cuori Appassionati)
- 2006 – Международен албум на годината (Amarantine)

Общество на филмовите критици от Лас Вегас (САЩ):
- 2001 – Най-добра оригинална песен (May It Be)

Награда на филмовите критици от Феникс (САЩ):
- 2001 – Най-добра оригинална песен (May It Be)

Асоциация на телевизионните критици (САЩ):
- 2001 – Най-добра оригинална песен (May It Be)

Награди „Ехо“ (Германия):
- 2002 – Най-добър поп-рок сингъл (Only Time)

Поздрав за високи постижения и международна среща на върха (Ирландия):
- 2002 – Награда „Златна плоча“

Американски награди „Напстер“ (САЩ):
- 2006 – Най-пускан световен изпълнител
- 2006 – Най-пускана световна песен (Only Time)

Университет в Ълстър (Северна Ирландия):
- 2007 – Почетна степен „Доктор по литература“

Национален университет в Голуей (Ирландия):
- 2007 – Почетна степен „Доктор по музика“

Музикални награди на Ирландия (Ирландия):
- 2009 – Най-добра вокалистка (гласове на публиката)

Ирландски музикални награди (Ирландия):
- 2011 – Награда „Томи Макем“ (гласове на публиката)

IFPI Хонг Конг музикални награди за най-добри продажби
- Топ 10 на най-продаваните чуждестранни албуми (A Day Without Rain)

## Дискография

### Студийни албуми
- Enya (1986), преиздаден като The Celts (1992)
- Watermark (1988)
- Shepherd Moons (1991)
- The Memory of Trees (1995)
- A Day Without Rain (2000)
- Amarantine (2005)
- And Winter Came… (2008)
- Dark Sky Island (2015)

### Сборни албуми
- 1997 – Paint the Sky with Stars
- 2002 – Only Time
- 2009 – The Very Best of Enya

## Видеоклипове
- Aldebaran (1987)
- I Want Tomorrow (1987)
- Fairytale (1987)
- Orinoco Flow (1988)
- Storms in Africa (1989)
- Evening Falls (1989)
- Exile (1990)
- How Can I Keep from Singing? (1991)
- Caribbean Blue (1991)
- The Celts (1992)
- Book of Days (1992)
- Anywhere Is (1995)
- On My Way Home (1996)
- Only If… (1997)
- Only Time (2000)
- Wild Child (2001)
- Only Time (Remix) (2001)
- May It Be (2001)
- Amarantine (2005)
- It's in the Rain (2006)
- Trains and Winter Rains (2008)
- So I Could Find My Way (2015)
- Echoes In Rain (2015)
- Watermark (2021)

Награди и при